# 1944 au Maroc
Chronologie du Maroc
- 1940
- 1941
- 1942
- 1943
- 1944
- 1945
- 1946
- 1947
- 1948

Cet article présente les faits marquants de l'année 1944 au Maroc ou relatifs au Maroc.

## Événements

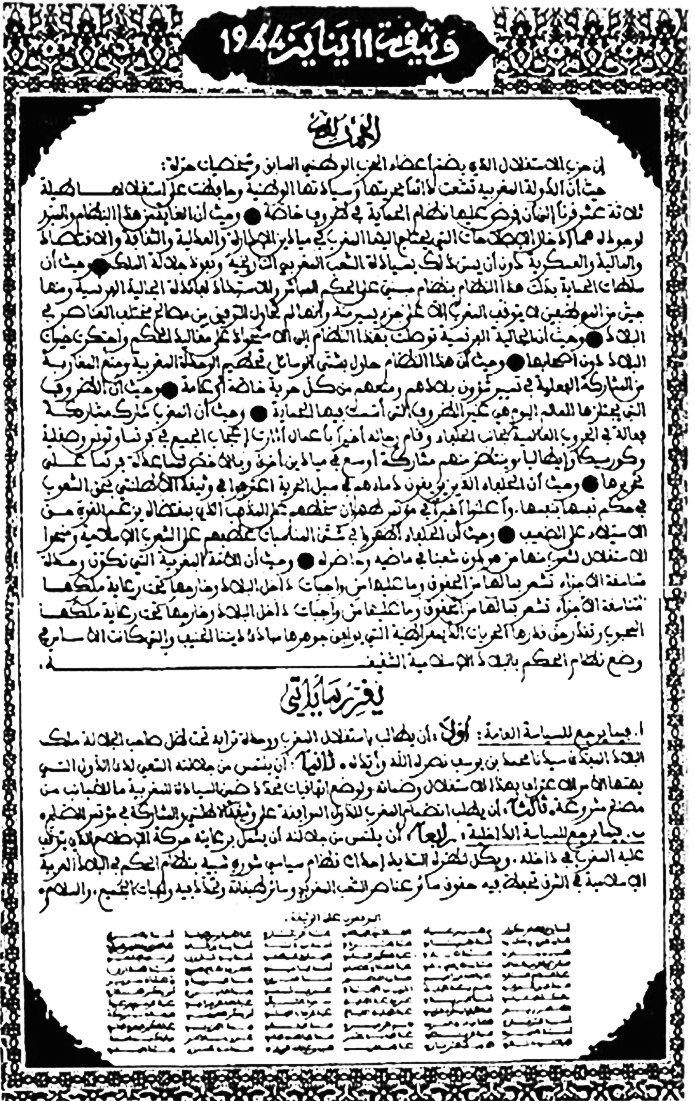
Proclamation de l'indépendance du Maroc

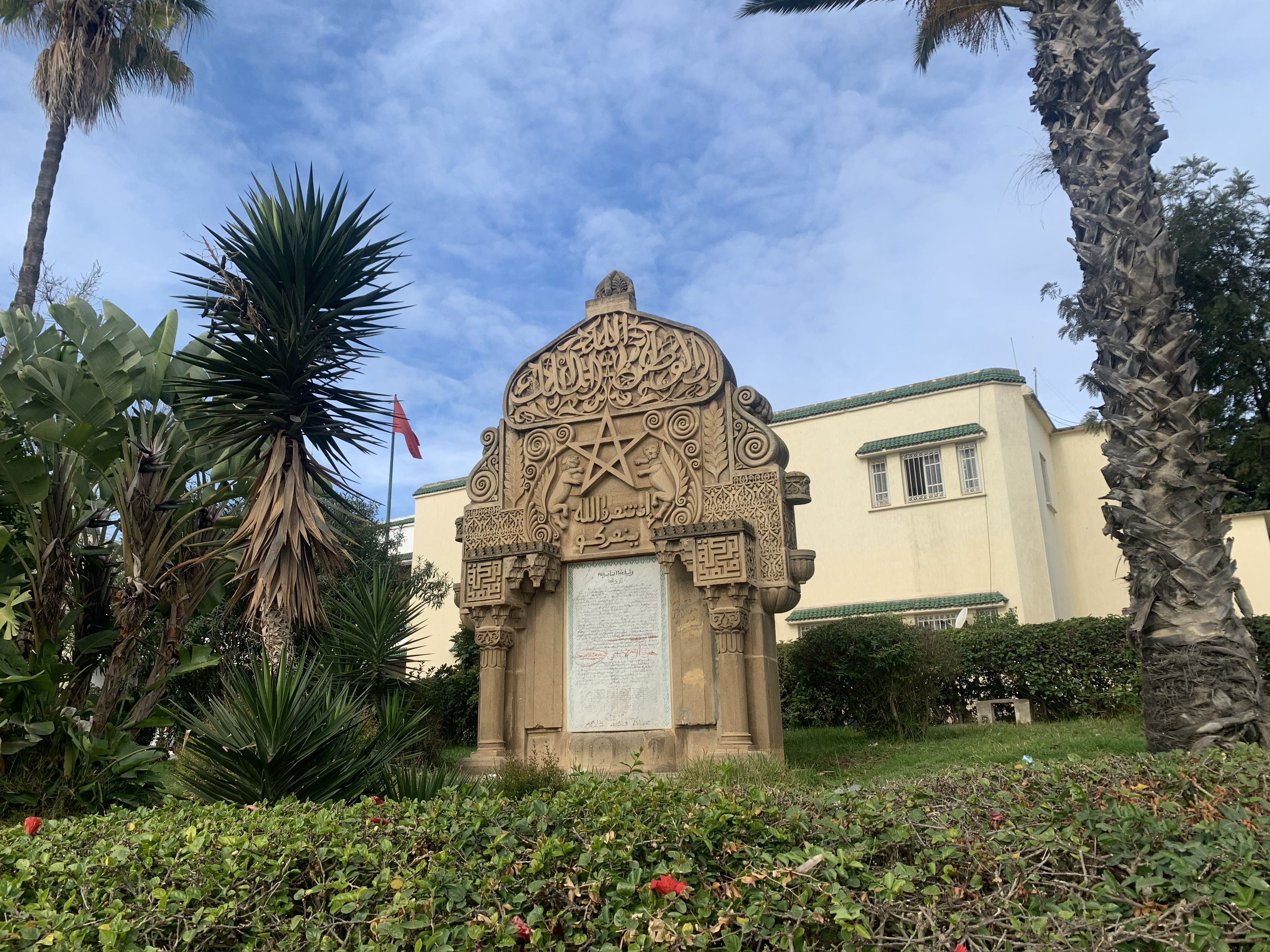
Monument à l'effigie du manifeste de l'indépendance à Salé

- 11 janvier : le parti nationaliste Istiqlal publie un manifeste pour l’indépendance du Maroc[1].
  - Le Manifeste du 11 janvier 1944 (arabe : وتيقة 11 يناير 1944) ou Manifeste de l'Indépendance du Maroc (وثيقة المطالبة بالإستقلال) est un acte grandement symbolique au Maroc, qui consolide et formalise les prises de position nationalistes issues du Manifeste contre le Dahir berbère du 28 août 1930. Le 11 janvier est officiellement jour férié au Maroc[2].
- 12 et 13 janvier : rencontre de Gaulle Churchill à Marrakech[3].
- 29 janvier : manifestations indépendantistes dans les rues de Rabat, Salé et Fès (30 janvier-7 février) réprimées par l’armée, à Fès en particulier[1].